# Joué-l’Abbé
Joué-l’Abbé ist eine französische Gemeinde mit 1275 Einwohnern (Stand 1. Januar 2022) in der Region Pays de la Loire, im Département Sarthe, im Arrondissement Le Mans und im Kanton Bonnétable.

## Lage
Die Gemeinde umfasst 10,39 Quadratkilometer und liegt etwa fünf Kilometer nördlich von Le Mans inmitten eines intensiv landwirtschaftlich genutzten Gebietes auf 52 bis 95 m Meereshöhe.

## Sehenswürdigkeiten

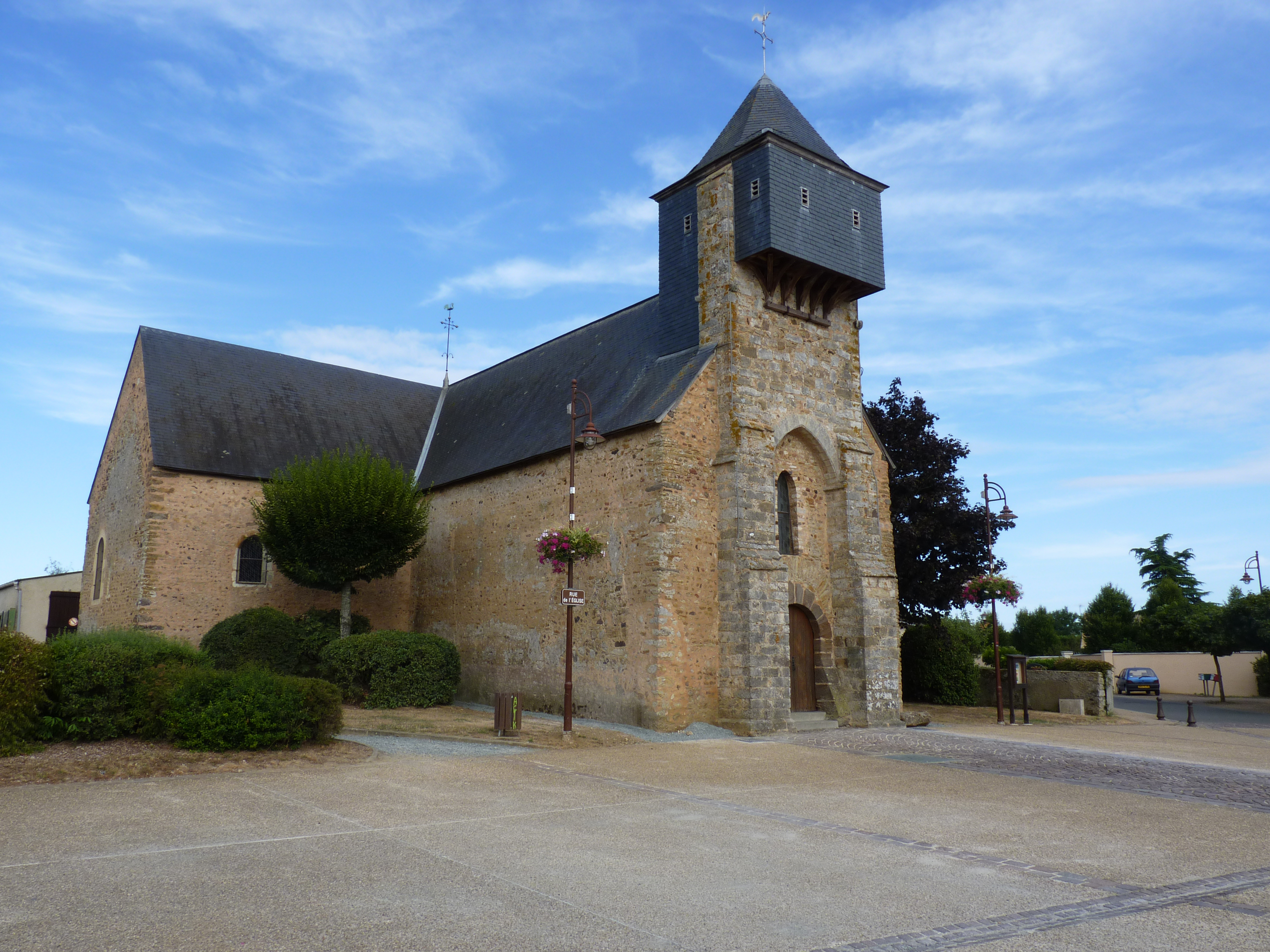
Kirche Saint-Denis

- Katholische Kirche Saint-Denis, ehemalige Abteikirche, romanischen Ursprungs (11. Jahrhundert), Langhaus mit hölzernem Tonnengewölbe und Querhaus (15./16. Jahrhundert), Turm mit auskragender Glockenstube; Renaissance-Altar von 1524, mehrere Holzstatuen unterschiedlicher Epochen (u. a. Steinfigur Saint Michel aus dem 17. Jahrhundert; Terrakotta-Figuren Saint Denis, Saint Sébastian)